# Ali Oz
Pas d'image ? Cliquez ici

a Compétitions nationales et continentales officielles uniquement.

Dernière mise à jour le 14 août 2023.
Ali Oz, né le 28 mai 1995 à Voiron, est un joueur français de rugby à XV qui joue au poste de pilier droit à Oyonnax depuis 2023.

## Biographie
Né à Voiron, Ali Oz commence le rugby à l'âge de 11 ans au club USRR de Renage. Il intègre par la suite les sections jeunes du club du FC Grenoble.
Doté d'un gabarit imposant de 1,93 m pour 135 kg, il débute en équipe première au poste de pilier droit le 28 mai 2016 face à la Section paloise. Il joue par la suite un deuxième match face au Stade toulousain.
En novembre 2017, il prolonge son contrat avec le FC Grenoble jusqu'en 2020.
À partir de la saison 2019-2020, il rejoint le Racing 92.
En novembre 2020, il est retenu dans le groupe de 31 joueurs de l'équipe de France de rugby à XV par Fabien Galthié pour préparer le match de Coupe d'automne des nations contre l'Italie. Ce groupe est marqué par l'absence des habituels titulaires limités à trois matches en automne 2020.
En manque de temps de jeu au Racing et souvent gêné par les blessures, il rejoint Oyonnax à partir de la saison 2023-2024, où il remplace Thomas Laclayat qui fait le chemin inverse et est transféré dans le club francilien,.

## Palmarès
- FC Grenoble
  - Finaliste du Championnat de France de 2e division en 2018
  - Vainqueur du Barrage d'accession au championnat de France en 2018
- Racing 92
  - Finaliste de la Coupe d'Europe en 2020